# MacKay Lake

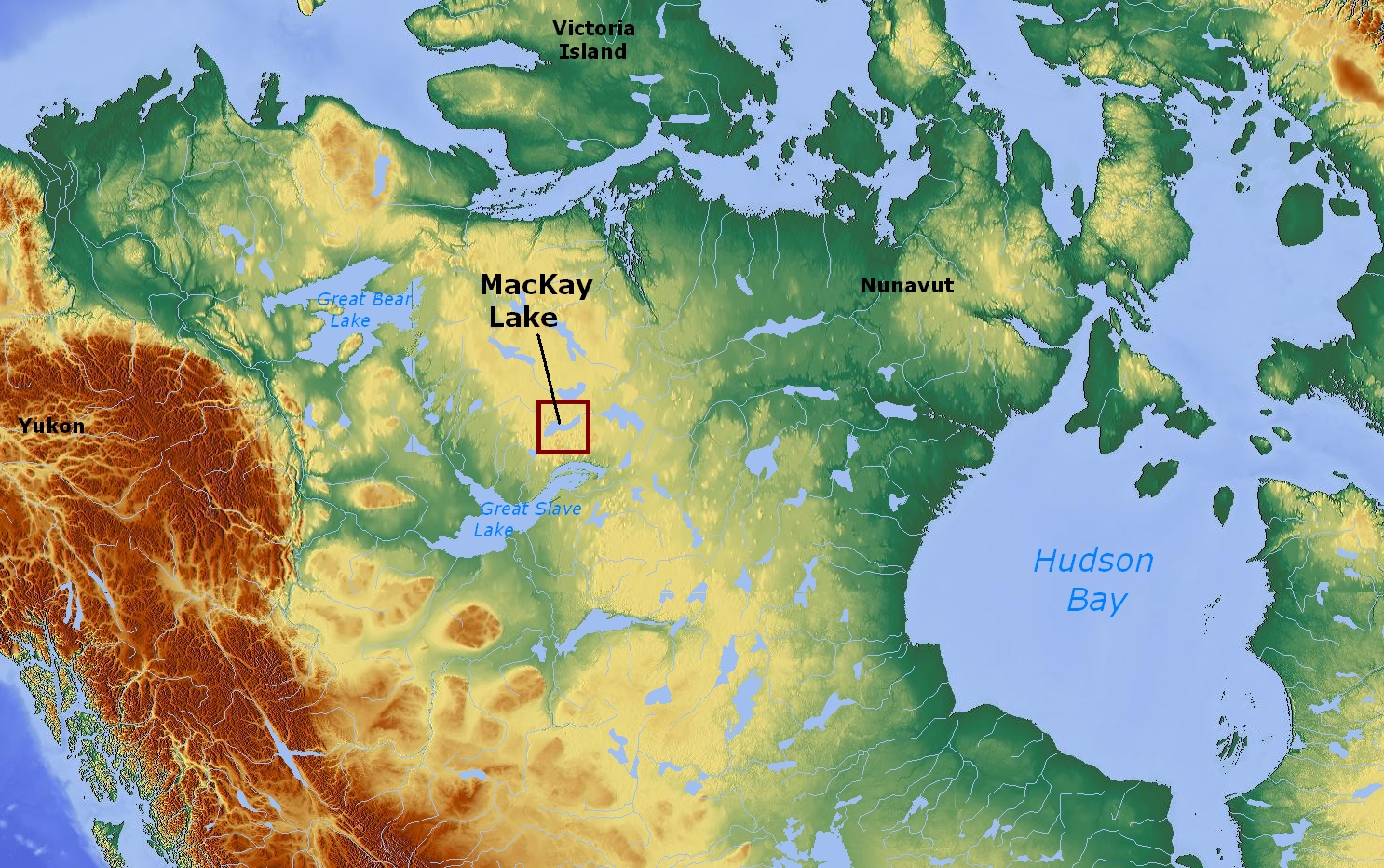
Die Lage des MacKay Lake in Kanada

Der MacKay Lake ist ein etwa 100 km langer und 977 km² großer See in den Nordwest-Territorien von Kanada. Die Gesamtfläche einschließlich Inseln beträgt 1061 km².

## Lage
Der MacKay Lake befindet sich in einer Tundralandschaft im Norden Kanadas. Der 431 m hoch gelegene See liegt 100 km nördlich der McLeod Bay des Großen Sklavensees. Der MacKay Lake wird im äußersten Nordosten vom Lockhart River, einem Zufluss des Großen Sklavensees, zum weiter östlich gelegenen Aylmer Lake entwässert.